# Urdești
Urdești – wieś w Rumunii, w okręgu Vaslui, w gminie Dodești. W 2011 roku liczyła 267 mieszkańców.